# Arcades du Cinquantenaire
Pour les articles homonymes, voir Cinquantenaire.
Les Arcades du Cinquantenaire (en néerlandais : Triomfboog van het Jubelpark) sont un  monument érigé à Bruxelles à l'initiative du roi Léopold II, à l'occasion du cinquantième anniversaire de l'indépendance de la Belgique avant 1880. Le premier ensemble se présentera sous l'aspect d'une arcade unique.
Lors du 75e anniversaire et pour cette occasion, le complexe sera modifié, laissant place à certaines interprétations actuelles quant au financement des métamorphoses. On prête notamment des propos à  l'homme politique socialiste Émile Vandervelde, qui les appela « les arcades des mains coupées » en pleine Chambre parlementaire, pour dénoncer le financement des travaux par l'argent du caoutchouc congolais (voir l'article sur l'État indépendant du Congo et l'ABIR).

## Histoire de la construction

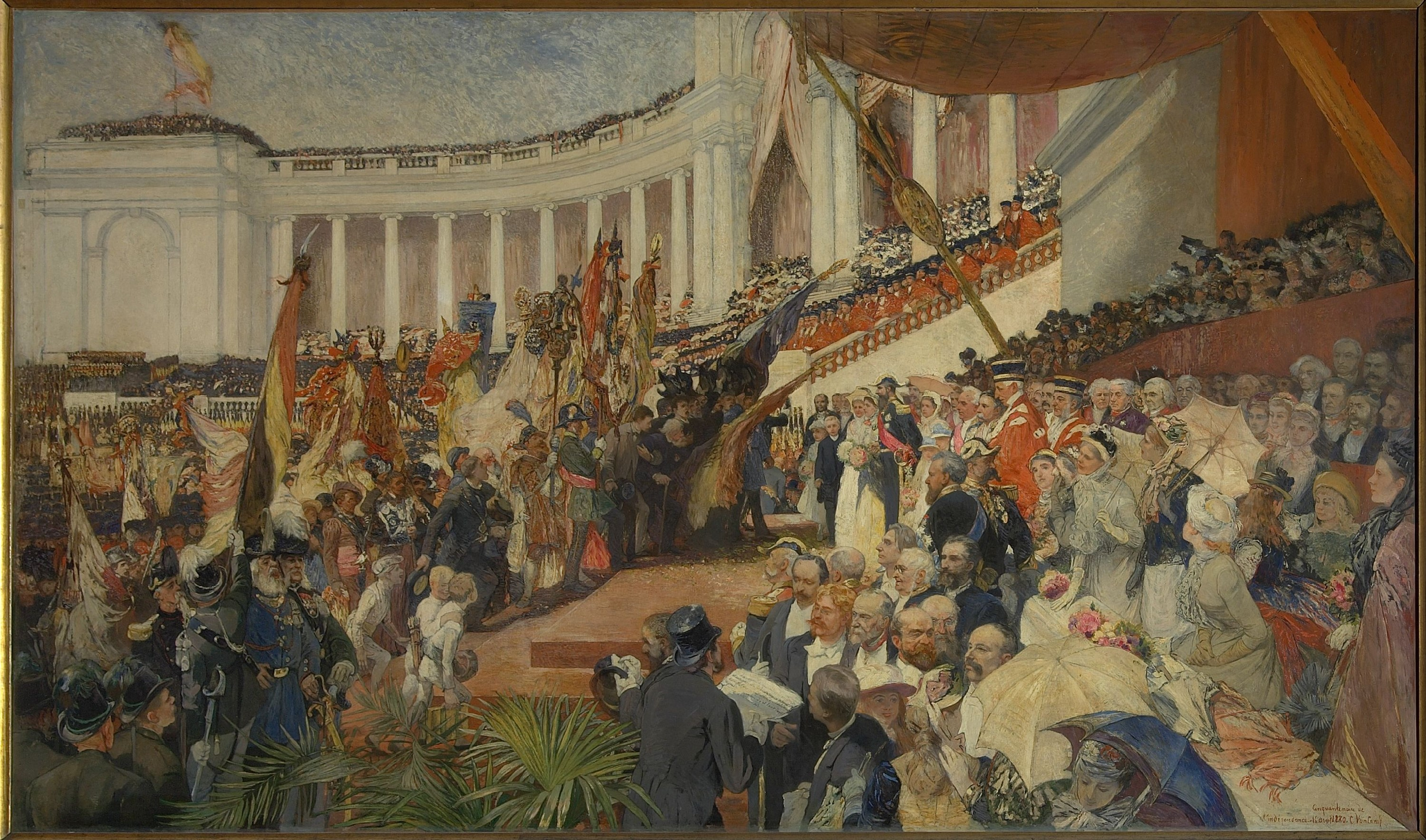
Fête patriotique du cinquantenaire de l'indépendance belge, le 16 août 1880, Camille Van Camp, Palais de la Nation, 1890.

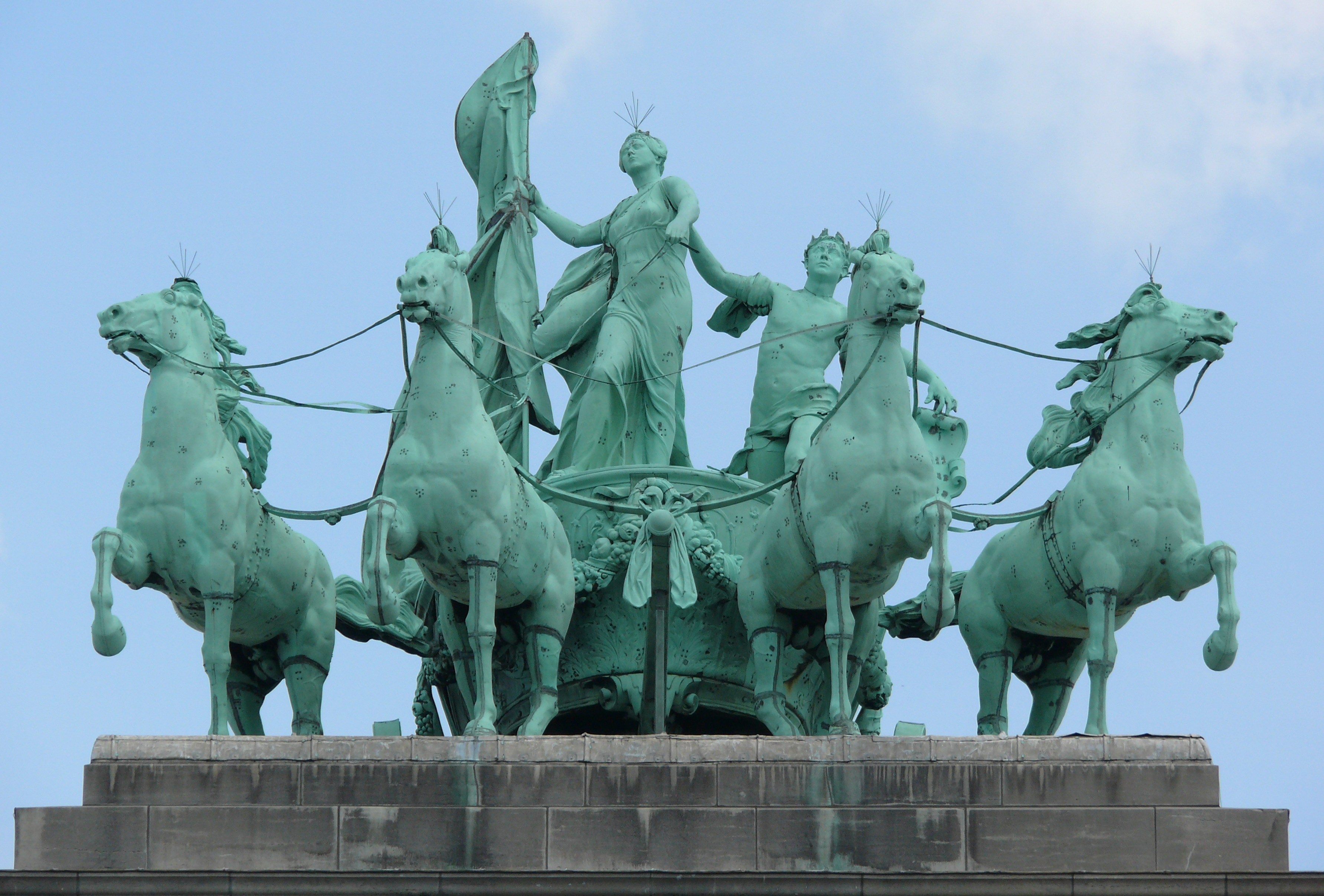
Le quadrige du Brabant.

En prévision de l'organisation de l'exposition et des festivités du Cinquantenaire de 1880, l'ancien champ de manœuvres militaire du plateau de Linthout est transformé en un lieu de foires commerciales et d'expositions. Il prendra le nom de parc du Cinquantenaire.
Les plans de l'architecte Gédéon Bordiau prévoient en son centre la construction d'un palais à usage d'exposition. Les ailes symétriques doivent être reliées par une double colonnade semi-circulaire interrompue par une arcade monumentale. Il faudra attendre vingt-cinq ans avant de voir l'achèvement progressif du palais et du monument se terminer.
Les travaux se poursuivent après le jubilé, tandis que le site accueille en 1888 un « grand concours international des sciences et de l'industrie », puis l'exposition universelle de 1897. À cette époque, seuls les pieds verticaux de l'arche sont construits. Le temps et surtout les crédits venant à manquer, ils seront surmontés pour l'occasion d'un arc provisoire, fait de staff, mélange de plâtre et de fibres végétales, sur une structure de bois qui sera démontée ensuite. À l'arrière du palais est bâti un important hall d'exposition vitré sur une structure métallique.
Les autorités de la ville et le gouvernement rechignent à accorder les sommes nécessaires à la poursuite des travaux jugés par beaucoup pharaoniques. Le roi, qui tient à son projet et veut que celui-ci soit achevé pour les fêtes du 75e anniversaire de l'indépendance de la Belgique, finit par décider de financer le monument avec l'aide partielle de financiers privés et au travers de la « Fondation de la Couronne » qui émarge en partie sur la cassette personnelle du roi, sur des placements en bourse et sur un fonds provenant de l'État indépendant du Congo.
En 1904, Bordiau étant mort, le roi fait appel à l'architecte français Charles Girault qui modifie les plans, dessinant un monumental arc monumental à trois arches. Il ne faudra que huit mois à 450 ouvriers se relayant jour et nuit pour le construire. Le projet de Girault nécessite la démolition à la dynamite des soubassements de l'arche de Bordiau et de quelques travées de la colonnade.
Le hall métallique est en partie démonté derrière les arcades, dégageant une vaste esplanade.
L'inauguration de l'édifice, qui coûta 7 500 000 francs-or, se déroula le 27 septembre 1905.

## Description du monument

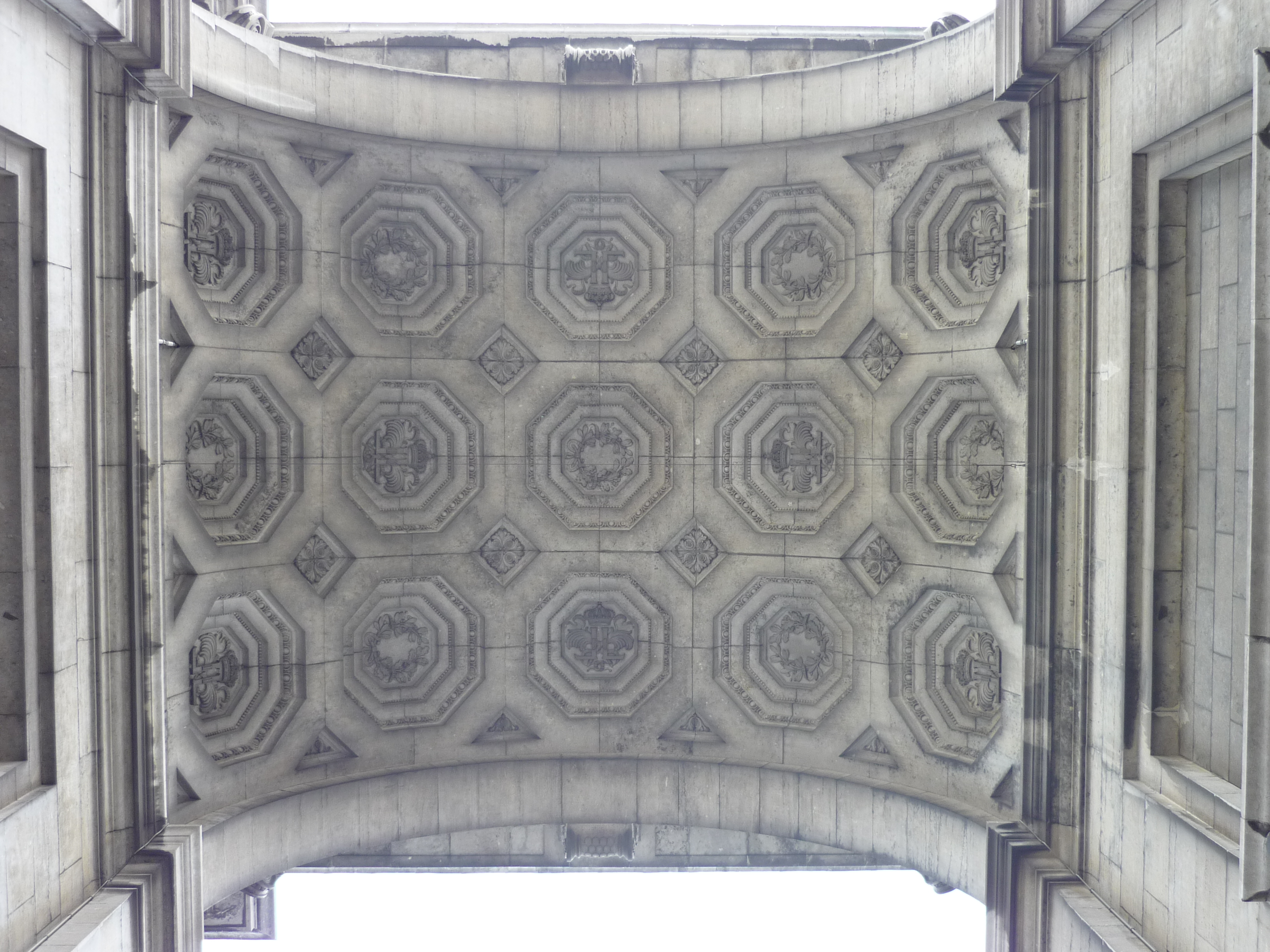
Le plafond à caissons sculptés des arcades.

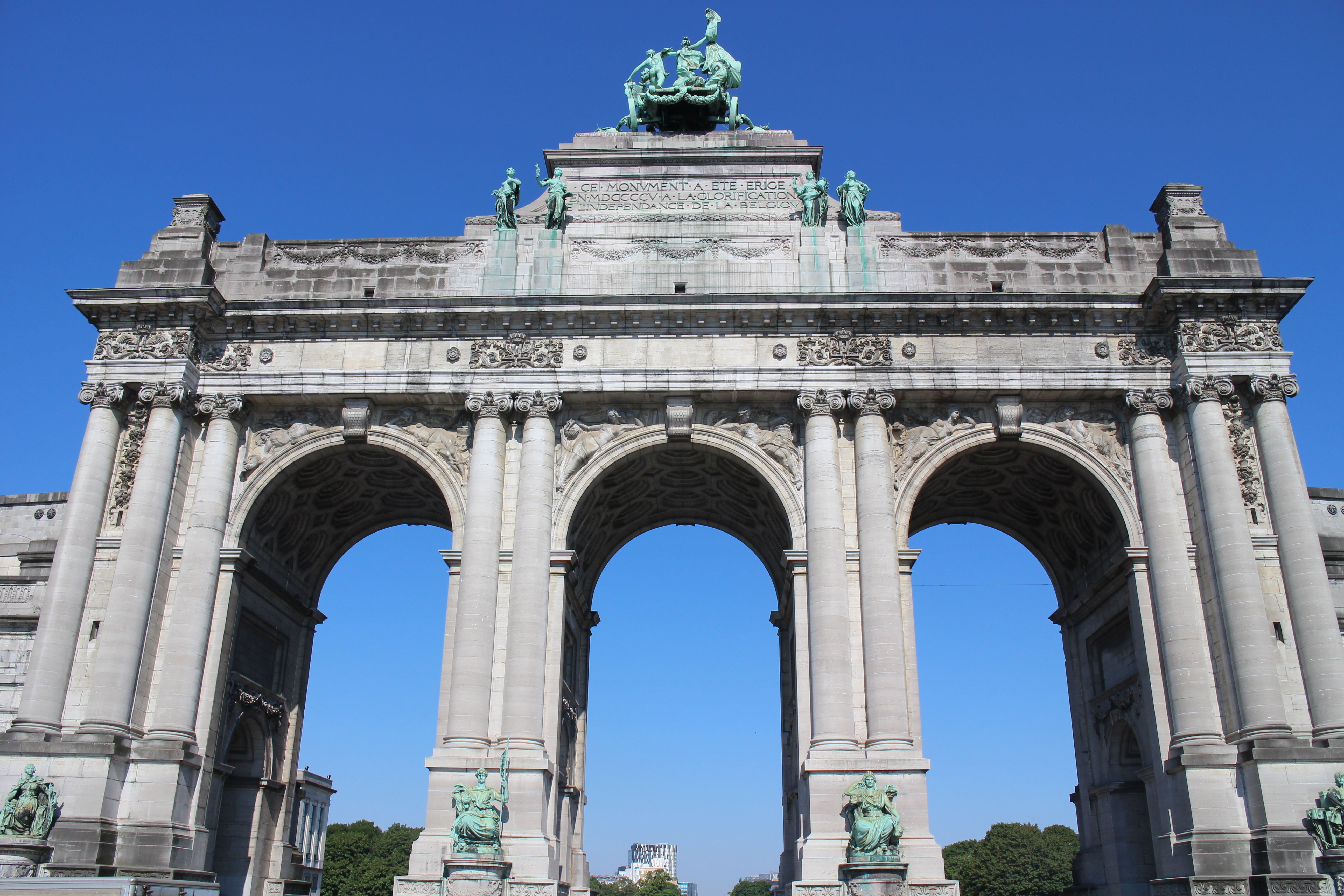
Vue des Arcades du côté est.

La triple arcade de 30 mètres de large pour 45 mètres de hauteur comporte trois arches de dimensions égales. L'ensemble est orienté face à la ville :
- d'un côté dans l'axe de la rue de la Loi qui, traversant le quartier Léopold, abouti au quartier royal, siège du parlement, du gouvernement et du palais royal ;
- de l'autre côté dans l'axe de l'avenue de Tervueren menant au « palais des Colonies », faisant partie du Musée royal de l'Afrique centrale.

La décoration du monument et les sculptures qui l'ornent ont été confiées aux artistes les plus en vue de l'époque dans un esprit d'exaltation nationale. Le quadrige de bronze qui le surmonte et qui représente « le Brabant élevant le drapeau national », ainsi que les sculptures qui l'entourent sont l'œuvre de Thomas Vinçotte et Jules Lagae ; les huit autres provinces sont représentées assises aux pieds des piliers. La colonnade, à l'origine ouverte, fut fermée à l'arrière par un mur en 1905, qui fut ensuite décoré d'une frise en mosaïque de 360 mètres carrés dont le thème est « la glorification de la Belgique pacifique et héroïque ».

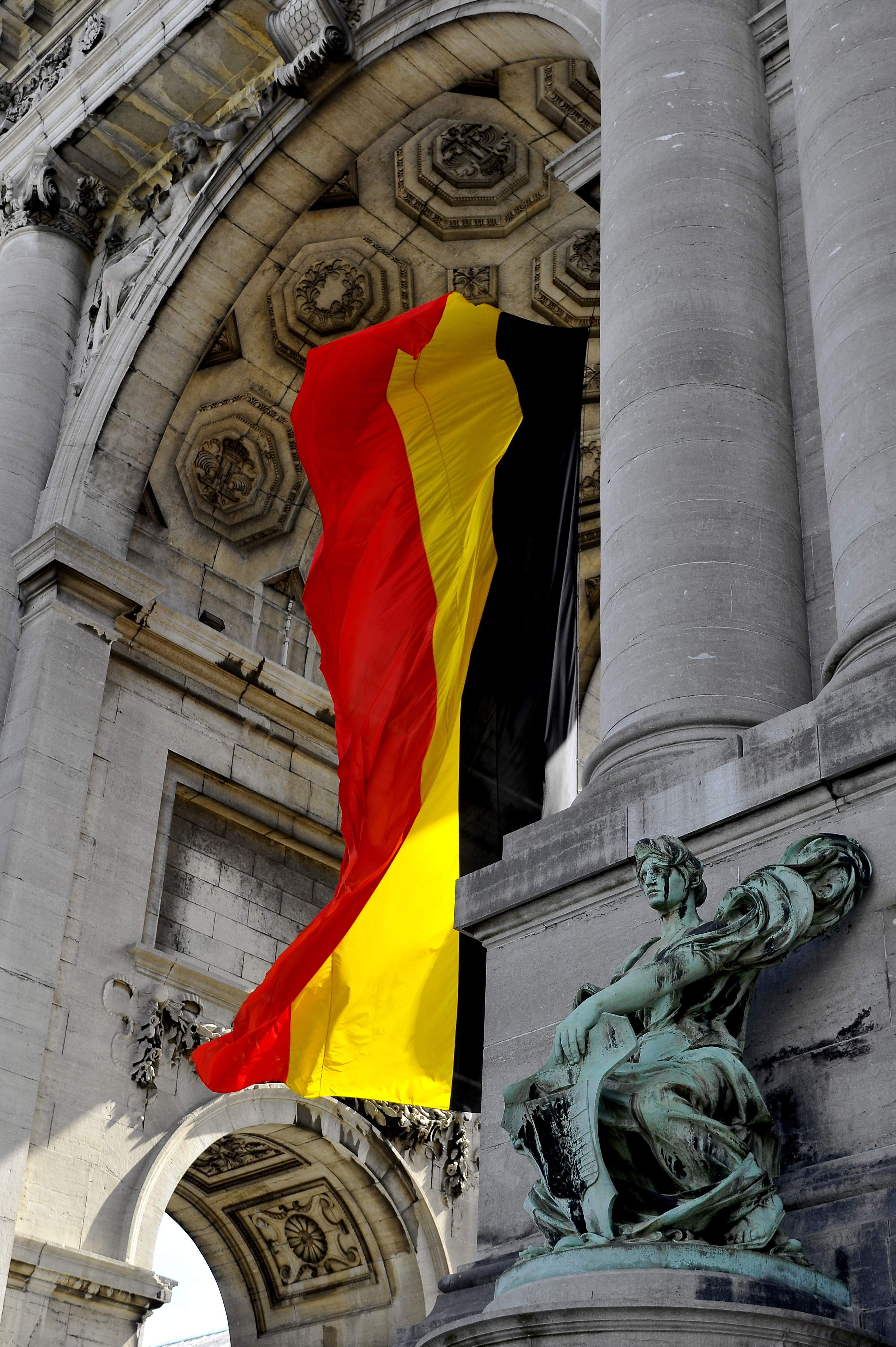
Un immense drapeau tricolore est fixé sous l'Arc lors d'événements importants.

Un escalier en colimaçon, aujourd'hui complété par un ascenseur, permet d'accéder à la salle d'exposition située sous le quadrige et aux deux terrasses situées de part et d'autre de ce dernier.
Le plafond des arcades, dont les arcs sont de plein cintre, est constitué de caissons de pierre ornés pour la moitié d'une couronne de laurier, et pour le reste du sigle signifiant « Le Roi, la Loi, la Liberté »[réf. souhaitée].

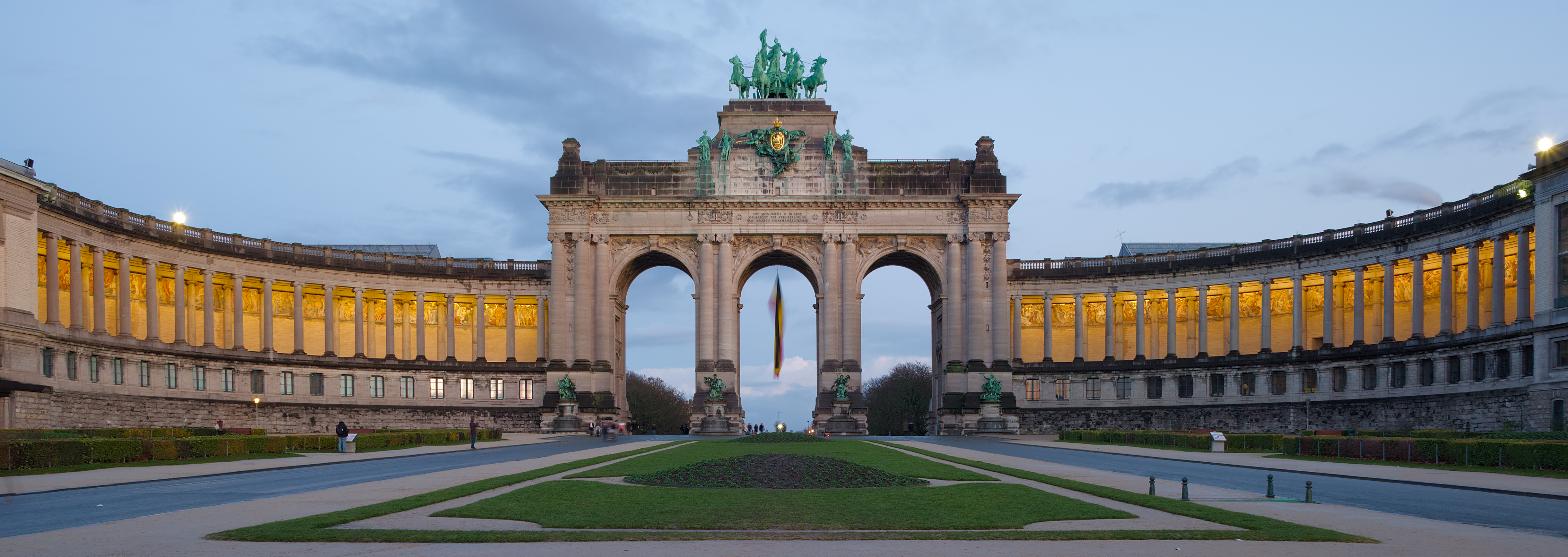
Vue panoramique des Arcades du Cinquantenaire.

## Galerie

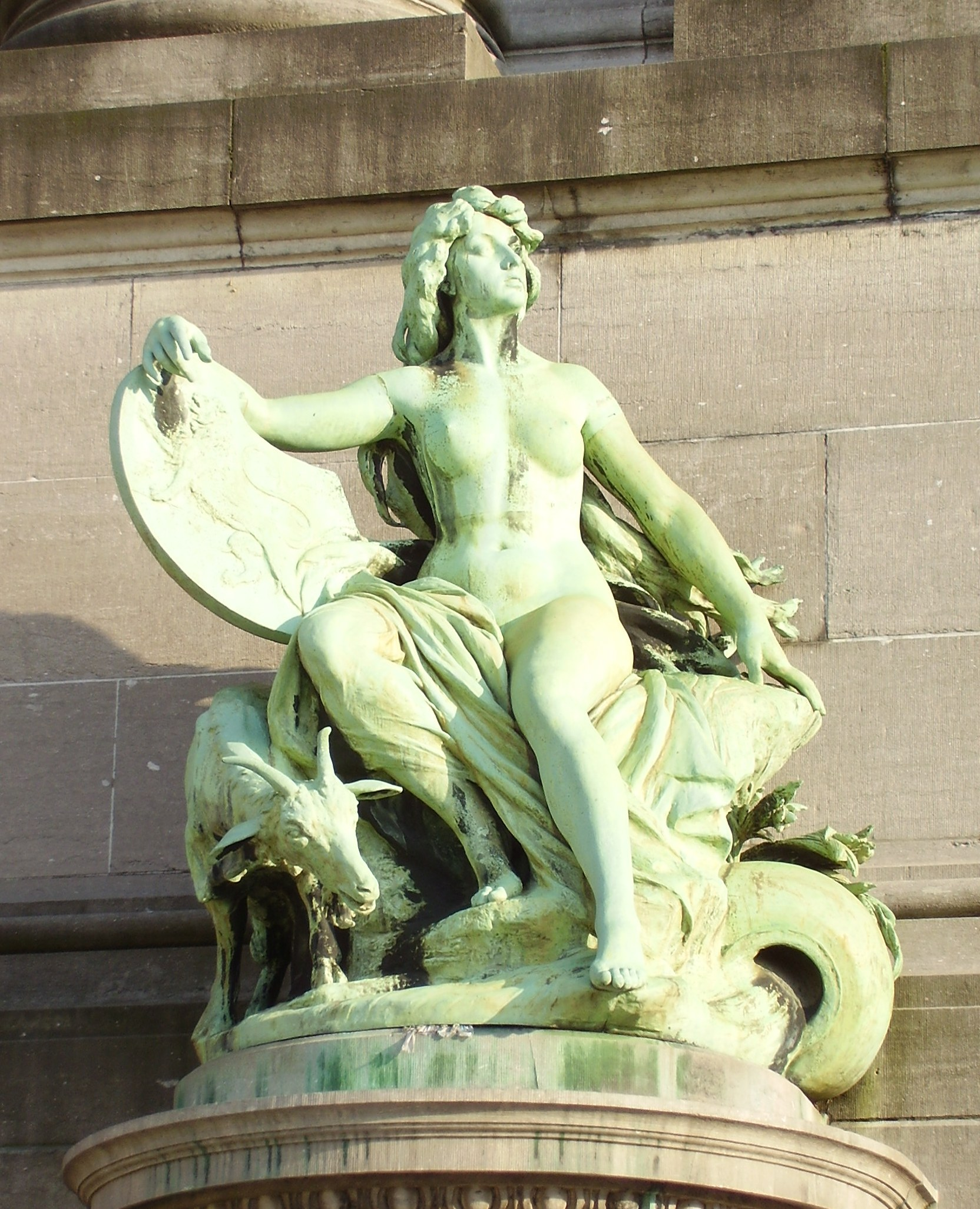
Province de Namur, Guillaume De Groot (1905).
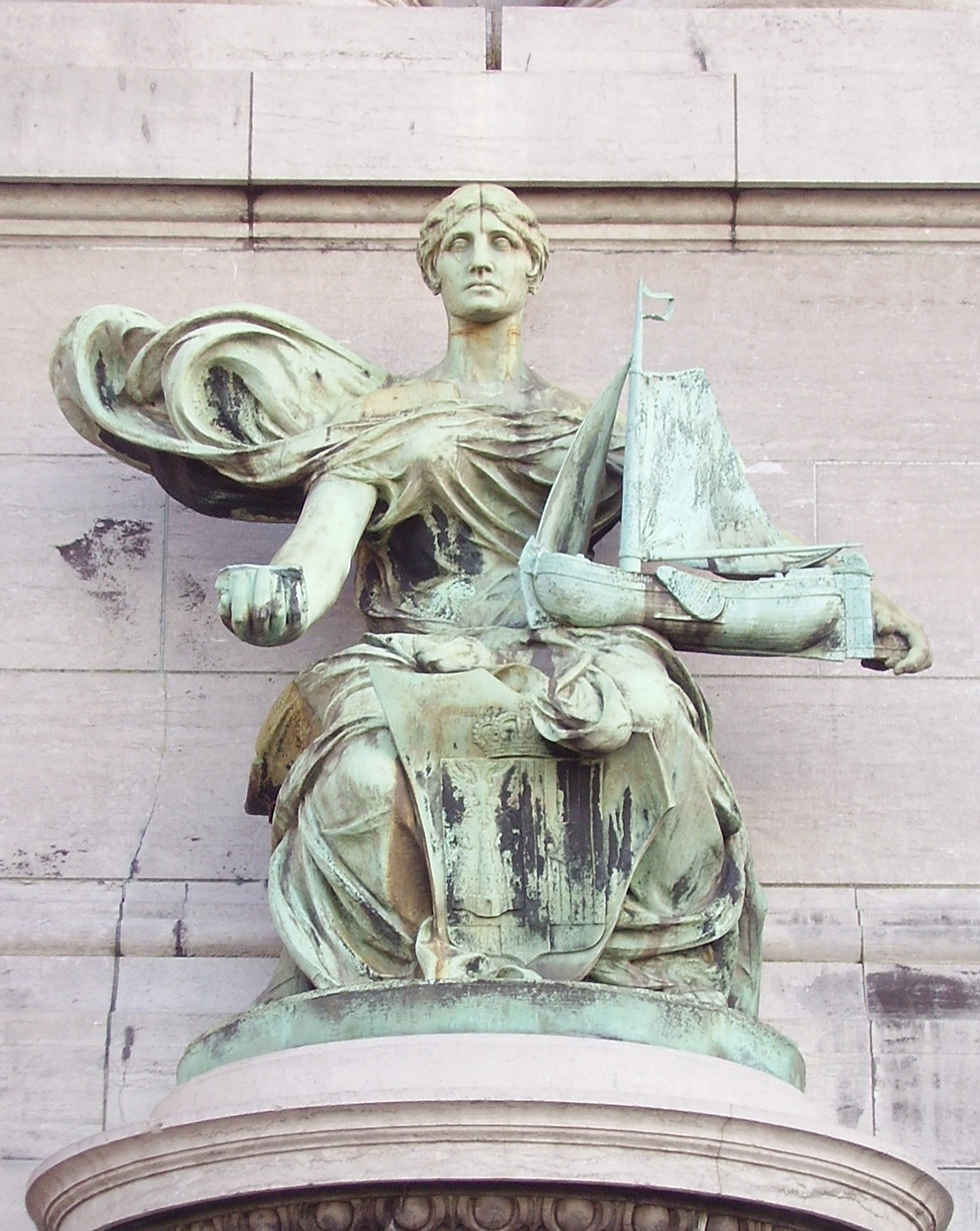
Province d'Anvers, Charles van der Stappen (1905).
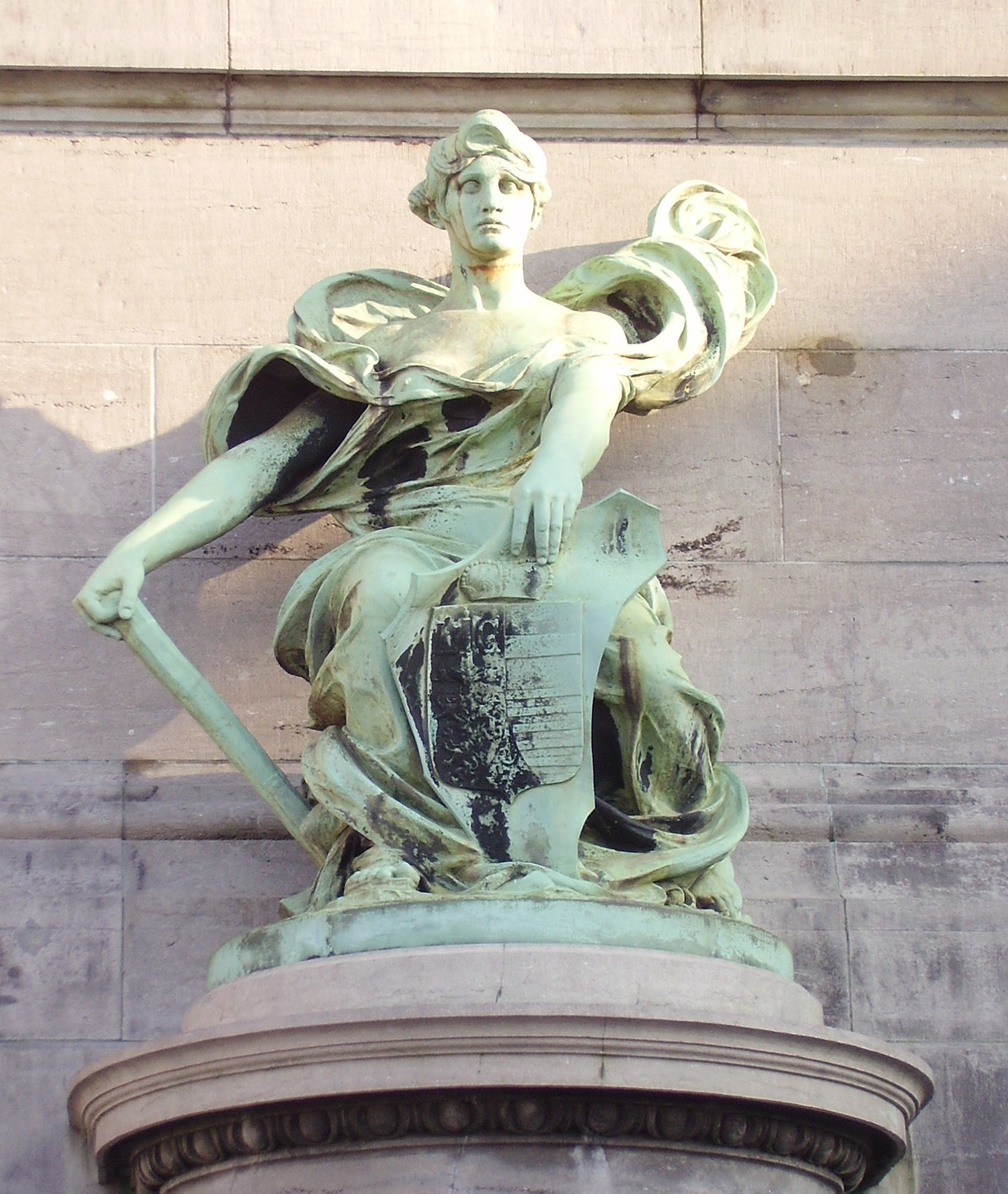
Province de Liège, Charles van der Stappen (1905).
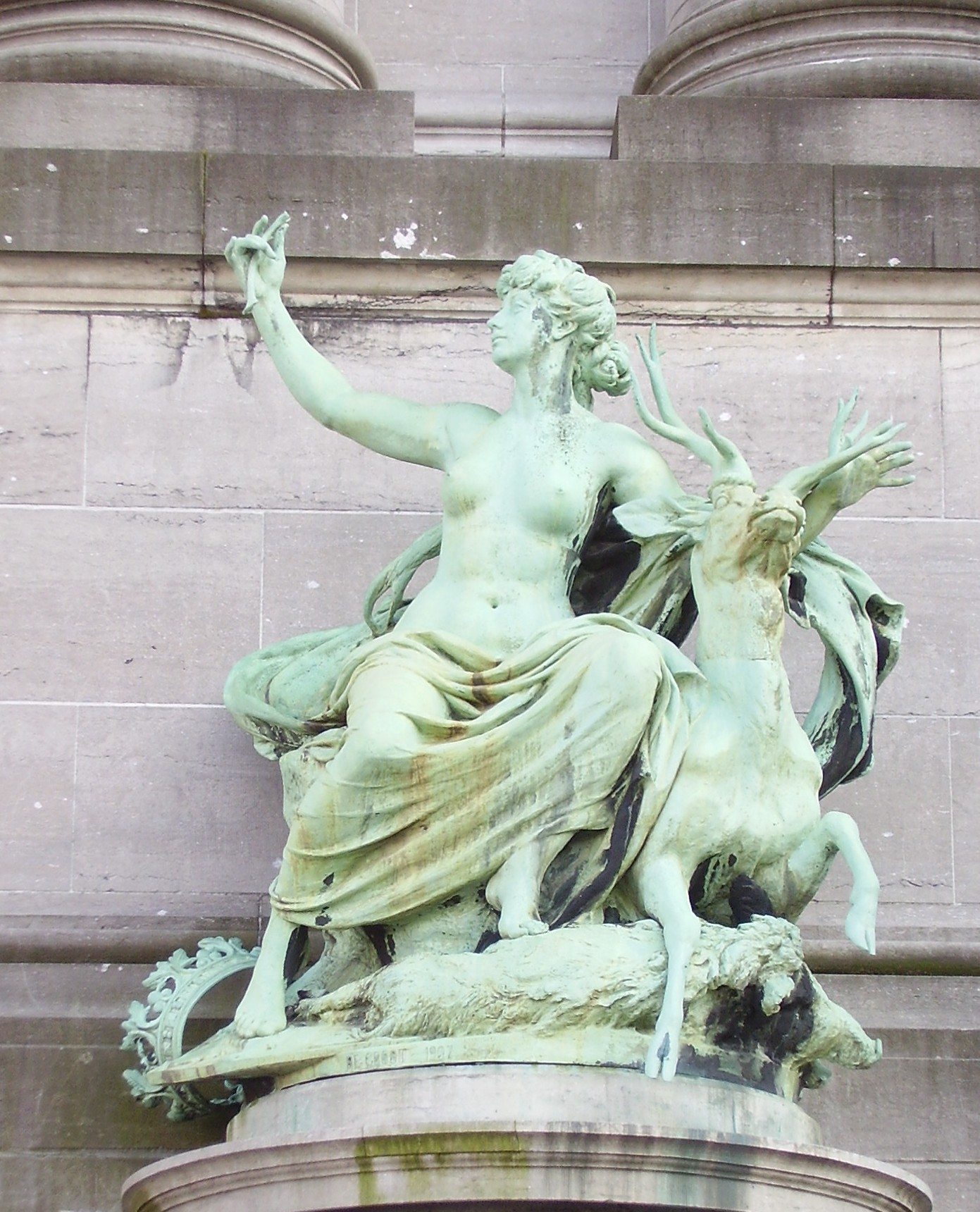
Province de Luxembourg, Guillaume De Groot (1905).
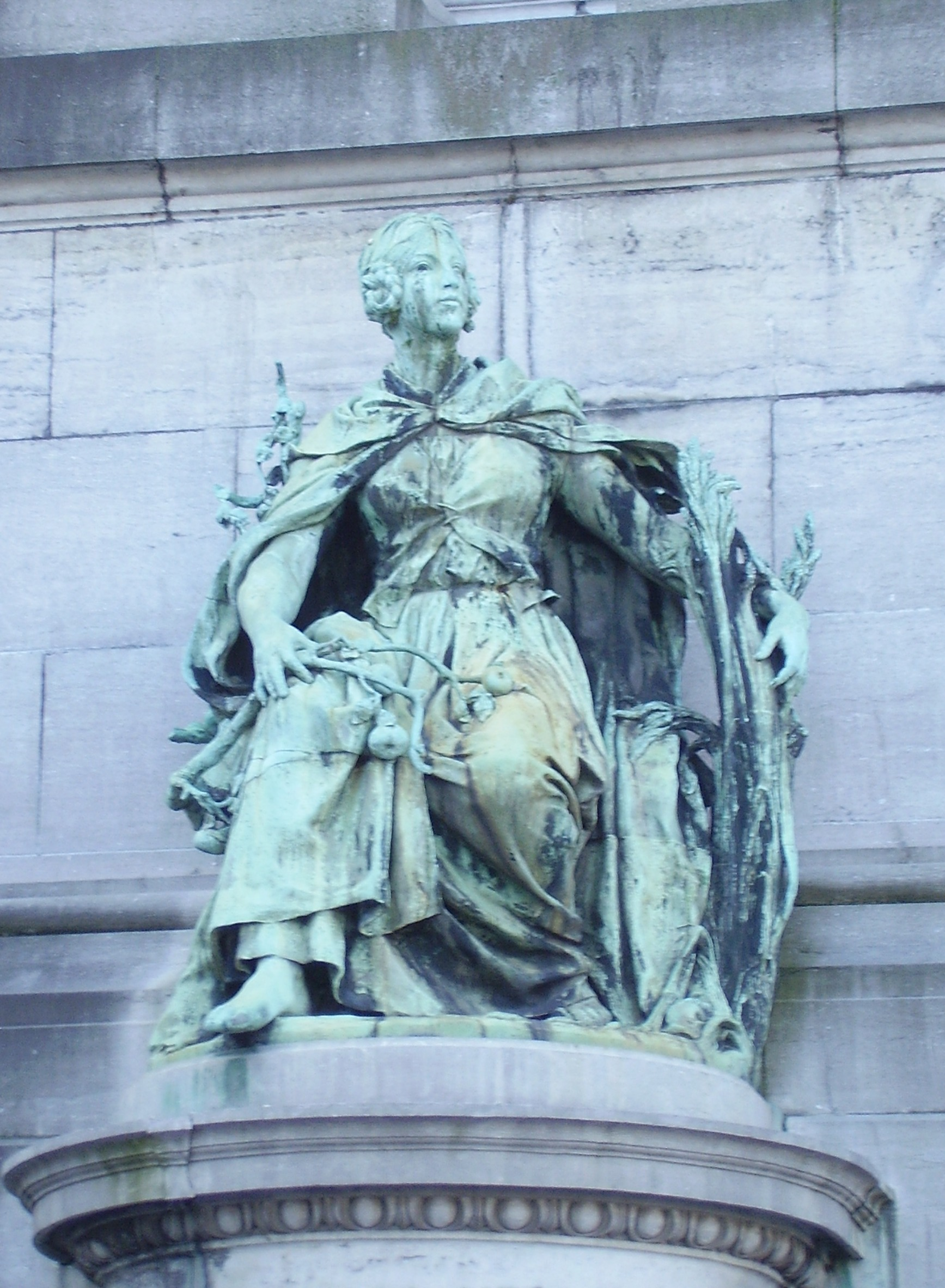
Province du Limbourg, Albert-Constant Desenfans (1905).
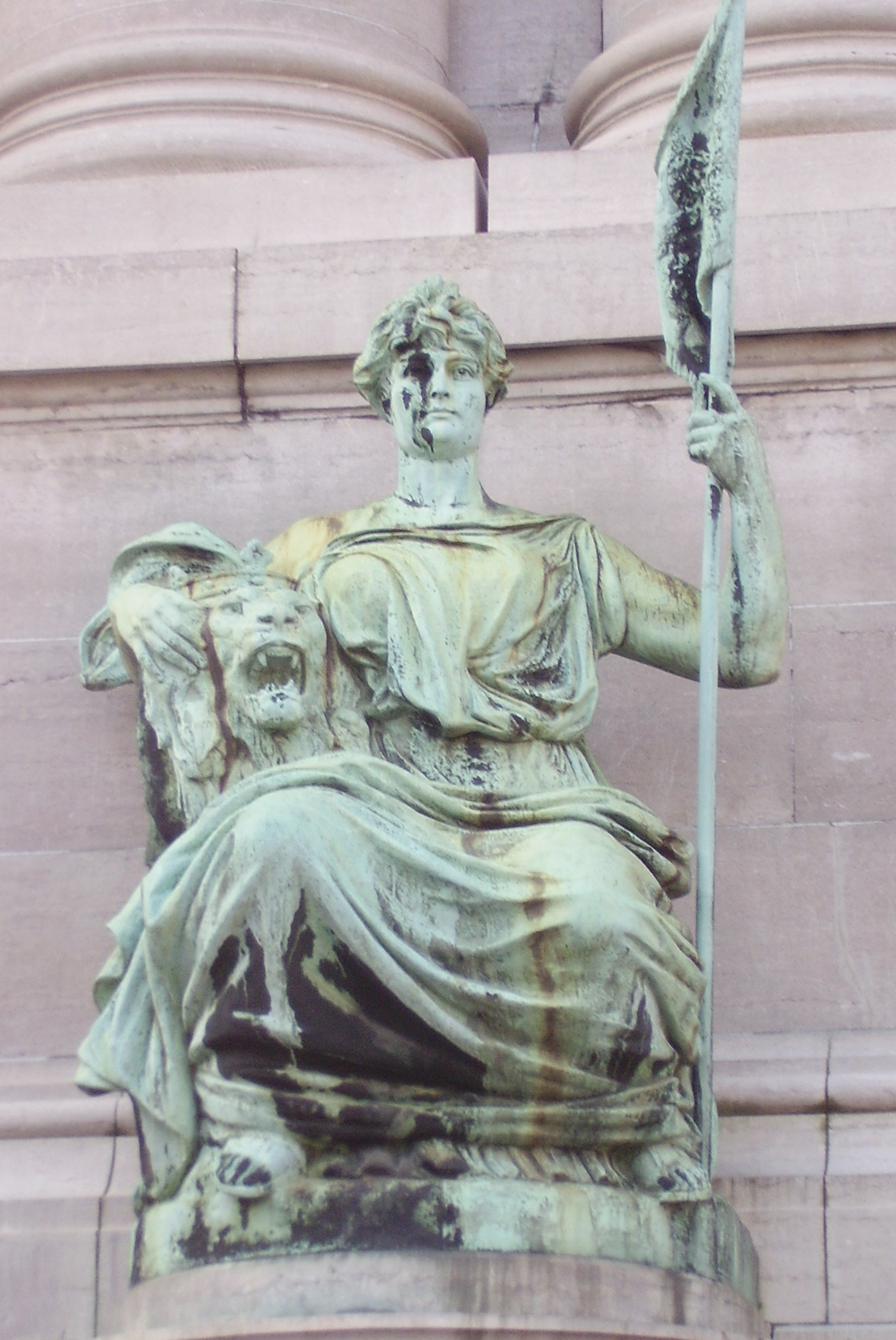
Province de Flandre-Orientale, Jef Lambeaux (1905).
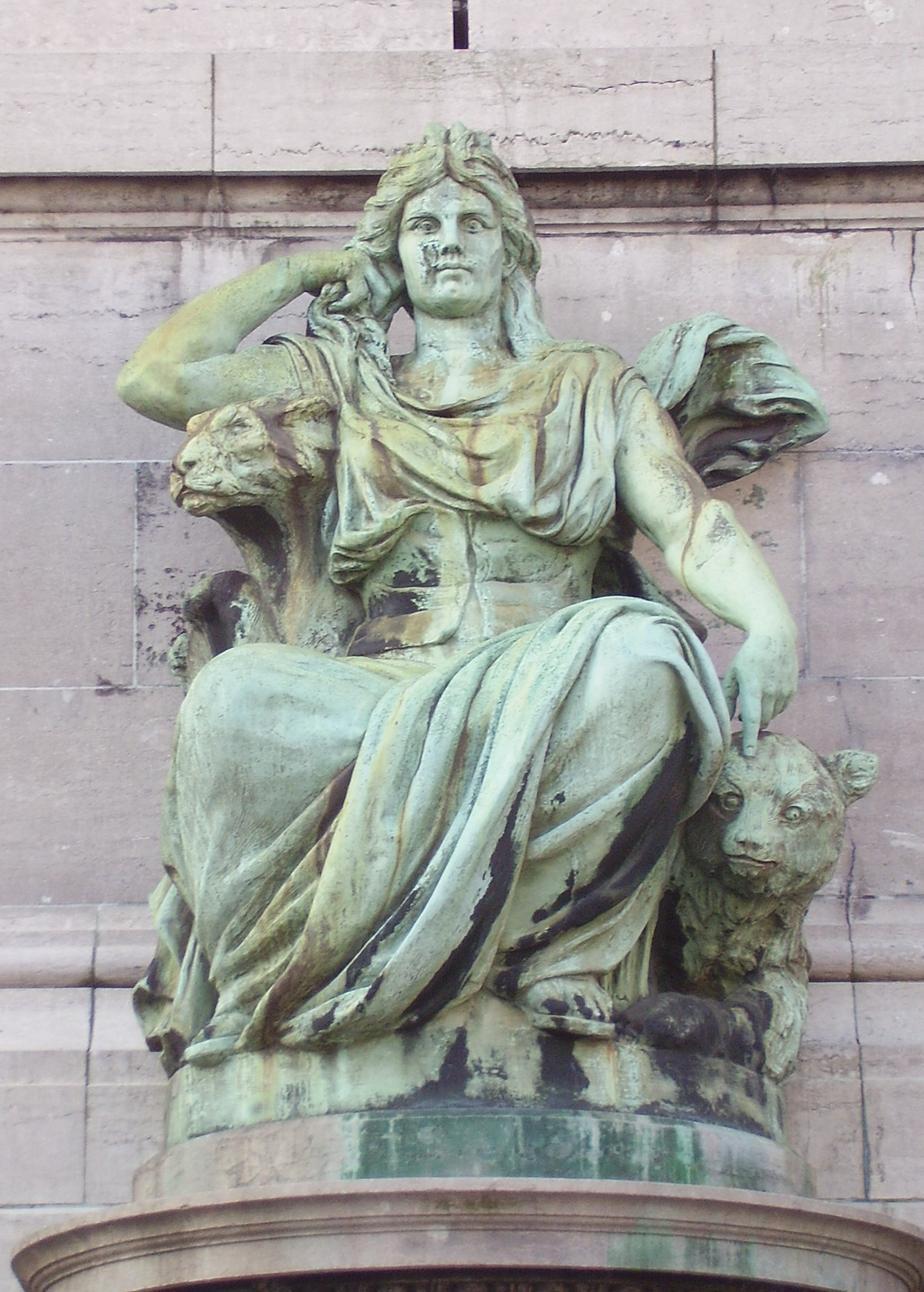
Province de Flandre-Occidentale, Jef Lambeaux (1905).
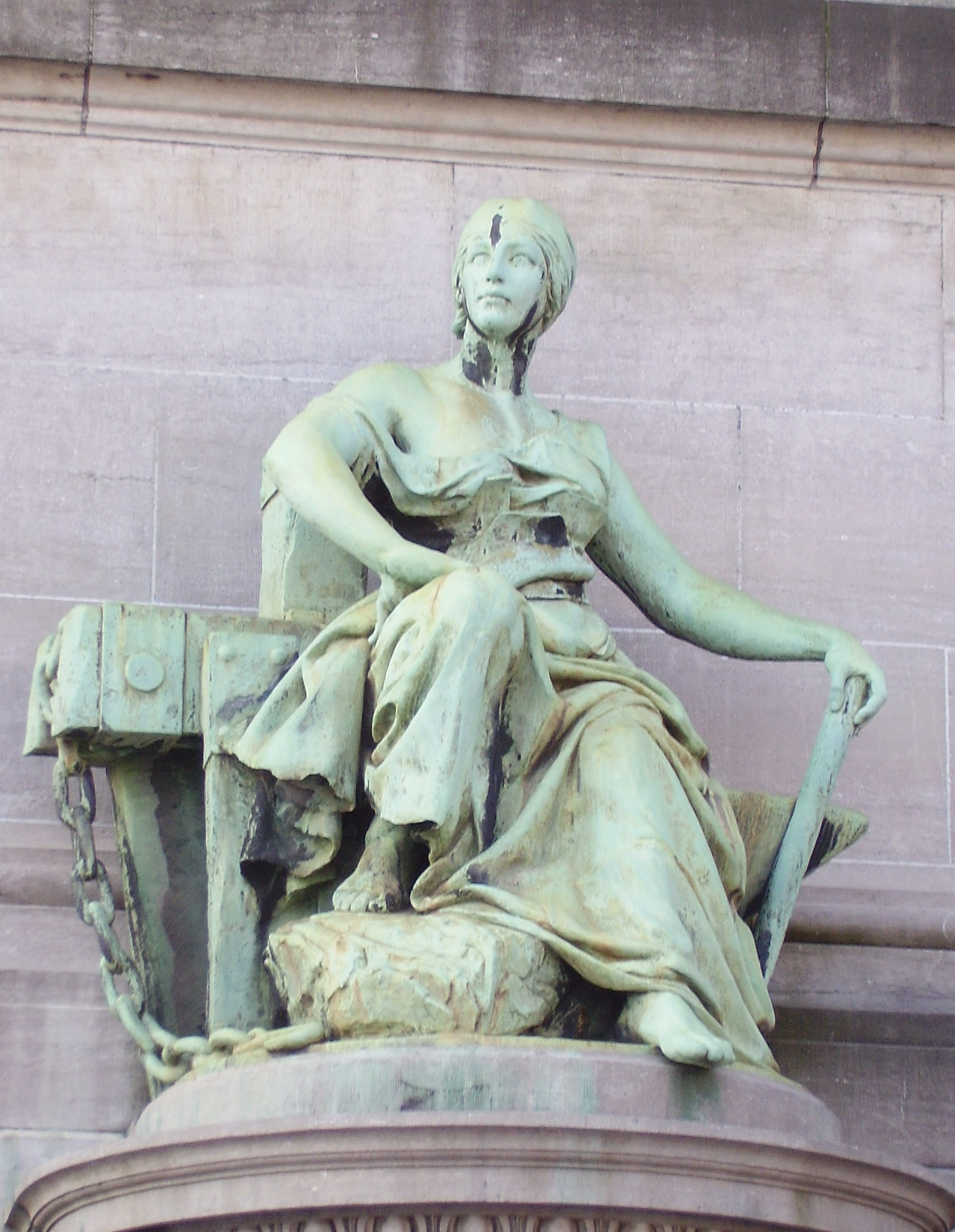
Province de Hainaut, Albert-Constant Desenfans (1905).